# دوايت كوك
دوايت كوك (بالإنجليزية: Dwight Cook)‏ هو سياسي أمريكي، ولد في 14 ديسمبر 1951 في الولايات المتحدة. حزبياً، نشط في الحزب الجمهوري. وقد انتخب عضو مجلس ولاية داكوتا الشمالية.